# Spathius chrysippus
Spathius chrysippus är en stekelart som beskrevs av Nixon 1943. Spathius chrysippus ingår i släktet Spathius och familjen bracksteklar. Inga underarter finns listade i Catalogue of Life.